# هيد أف هاربور (نيويورك)
هيد أف هاربور (بالإنجليزية: Head of the Harbor, New York)‏ هي بلدة تقع في الولايات المتحدة في سميثتاون، نيويورك. يقدر عدد سكانها بـ 1,472 نسمة ومساحتها 7.9 كم2 وترتفع عن سطح البحر 37 متر.